# Chi phí doanh thu
Chi phí doanh thu là tổng chi phí sản xuất và phân phối sản phẩm và dịch vụ của một công ty.
Chi phí doanh thu có thể được tìm thấy trong báo cáo kết quả hoạt động kinh doanh của một công ty. Nói chung, bất kỳ chi phí nào được kết nối trực tiếp với sản xuất và phân phối hàng hóa và dịch vụ đều có thể được thêm vào chi phí doanh thu (tức là chi phí trực tiếp). Chi phí gián tiếp (ví dụ: khấu hao, tiền lương trả cho quản lý hoặc chi phí cố định khác) không được bao gồm.
Chi phí doanh thu khác với Giá vốn hàng bán (COGS) theo cách mà nó bao gồm các chi phí bổ sung như phân phối, tiếp thị và các chi phí khác.

## Ví dụ
Định nghĩa chi phí doanh thu trong báo cáo hàng năm của Facebook::40
"Chi phí doanh thu. Chi phí doanh thu của chúng tôi bao gồm chủ yếu các chi phí liên quan đến việc phát hành và phân phối các sản phẩm của chúng tôi. Chúng bao gồm các chi phí liên quan đến hoạt động của các trung tâm dữ liệu của chúng tôi, như khấu hao thiết bị và máy chủ, chi phí năng lượng và băng thông, tiền lương, lợi tức và thưởng dựa trên cổ phần cho nhân viên trong các nhóm hoạt động của chúng tôi. Chi phí doanh thu cũng bao gồm thẻ tín dụng và phí giao dịch khác liên quan đến giao dịch khách hàng chế biến, khấu hao tài sản vô hình, chi phí liên quan đến thỏa thuận đối tác dữ liệu và chi phí hàng tồn kho thiết bị nền tảng thực tế ảo đã bán."
Chi phí doanh thu của Facebook cũng có thể được tìm thấy trên các nguồn như Yahoo! Finance và Google Finance.